# Långboll
Långboll är ett bollspel som spelas med en liten fylld boll och slagträ, påminnande om baseboll. Spelet har gamla anor och har i Sverige även gått under namnet Söt och sur, Tre slag och ränna eller Slå lyra.
Två lag spelar ömsom som inne- och utelag och tävlar om att vara innelag. Innelaget försöker att efter ett giltigt slag löpa till utemål och tillbaka till innemål. De får en poäng för varje fullbordat lopp och en för varje slag där bollen når yttre fältet, så kallat "långt slag". Utespelarna, placerade i inre och yttre fältet, försöker fånga bollen och senare "bränna" de löpande innespelarna, tränga dem utanför det inre fältets gränser eller kasta in bollen i innemål (bakom laglinjen) då inga slagmän finns var, vilket berättigar dem att bli innespelare.
Utespelarna får en poäng för varje med en hand direkt tagen lyra. Sammanlagda poängsumman för varje lag under den bestämda speltiden avgör segern.